# اوچ‌گون قشلاق
اوچ‌گون قشلاق (به لاتین: Üçgünqışlaq) یک منطقه مسکونی در جمهوری آذربایجان است که در شهرستان خاچماز واقع شده است.